# 蛇石峠
蛇石峠（じゃいしとうげ、英: Jaishi Pass）は、静岡県賀茂郡松崎町と南伊豆町の境に位置する静岡県道121号南伊豆松崎線の峠である。標高は324m。2009年現在、この峠を通る公共交通機関は存在しない。
現在国道136号はマーガレットライン（静岡県道16号重複）経由だが、その開通以前は蛇石峠越えが国道136号に指定されていた。